# Butrinti Saranda (szachy)
Butrinti Saranda, oryg. Klubi i Shahut Butrinti Sarandë – albański klub szachowy z siedzibą w Sarandzie, siedmiokrotny mistrz kraju.

## Historia
Klub został założony w 1997 roku. W 2005 roku zdobył tytuł mistrza kraju, a w roku 2006 zadebiutował w Pucharze Europy, uzyskując wówczas 50. miejsce. W 2007 roku zespół po raz drugi został mistrzem Albanii. Kolejne mistrzostwa klub uzyskał w latach 2009, 2013, 2015, 2022 i 2023. W 2023 roku w Pucharze Europy zespół zajął 45. miejsce na 84 uczestników, zdobywając wówczas siedem punktów za trzy zwycięstwa i jeden remis.
Zawodnikami klubu byli m.in.  Ilir Karkanaqe, Dritan Mehmeti i Ilir Seitaj.